# Tavisoepleba

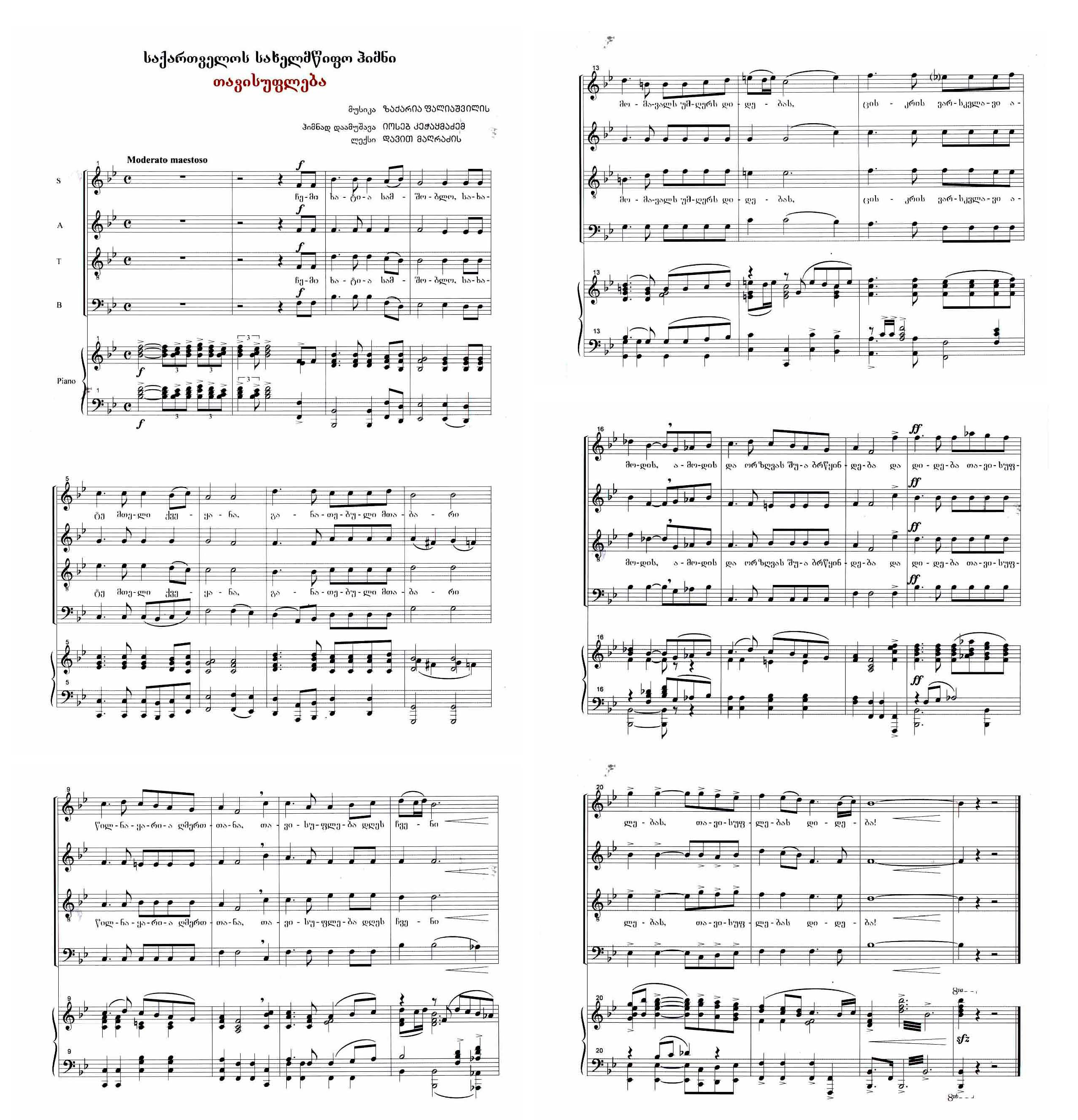
Bladmuziek van de Tavisoepleba

Tavisoepleba (Georgisch: თავისუფლება) is het volkslied van Georgië. Vrij vertaald betekent het in het Nederlands Vrijheid.
Het volkslied werd op 24 mei 2004 ingevoerd, zes maanden na de Rozenrevolutie,  en verving Dideba zetsit koerteoels. De muziek van Tavisoepleba is geïnspireerd op de opera's van Zakaria Paliasjvili. Het nieuwe volkslied was onderdeel van een reeks van nieuwe staatssymbolen die de nieuwe regering van president Micheil Saakasjvili na de revolutie invoerde. Vier maanden eerder was er een nieuwe vlag van Georgië aangenomen en in oktober 2004 werd een nieuw staatswapen ingevoerd.

## Tekst in het Georgisch alfabet
ჩემი ხატია სამშობლო,
სახატე მთელი ქვეყანა,
განათებული მთა-ბარი,
წილნაყარია ღმერთთანა.
თავისუფლება დღეს ჩვენი
მომავალს უმღერს დიდებას,
ცისკრის ვარსკვლავი ამოდის
და ორ ზღვას შუა ბრწყინდება,
დიდება თავისუფლებას,
თავისუფლებას დიდება.

## Transcriptie
Tjemi chatia samsjoblo,
Sachate mteli kveqana,
Ganateboeli mta-bari,
Tsilnakaria Gmerttana.
Tavisoepleba dges tjveni
Momavals oemgers didebas,
Tsiskris varskvlavi amodis
Da or zgvas sjoea brtskindeba.
Dideba tavisoeplebas,
Tavisoeplebas dideba!